# Dolar Kiribati
Dolar Kiribati (oficjalna nazwa – Kiribati dollar, międzynarodowy skrót – KBD) – oficjalna waluta Kiribati, która na równi funkcjonuje razem z pieniędzmi australijskimi. Nie jest to jednak samodzielna waluta, gdyż jest sztywno związana z dolarem australijskim w stosunku 1:1.

## Historia
Zanim Kiribati uzyskało niepodległość w 1979 r. na wyspach (wtedy nazywanych jeszcze Wyspami Gilberta) w obiegu były dolary australijskie. Wcześniej, bo od lat 40. do 1966 r. były to funty australijskie .
Podczas II wojny światowej, kiedy wyspy znalazły się pod japońską okupacją, rząd japoński wprowadził uniwersalny środek płatniczy w postaci funta oceańskiego. Po jej zakończeniu jako oficjalną walutę przywrócono funta australijskiego.
Kiedy w 1979 r. Kiribati uzyskało niepodległość pojawiły się apele o stworzenie systemu monetarnego dla uprawomocnienia nowego statusu politycznego. Chociaż w oficjalnym użyciu wciąż pozostawały banknoty australijskie, to podjęto decyzję o wydaniu własnych monet.

## Monety
Swoje pierwsze monety o nominałach 1, 2, 5, 10, 20, 50 centów oraz 1 dolara, Kiribati wprowadziło w 1979 r. Ich wartość sztywno związano z dolarem australijskim w stosunku 1:1. Przy okazji wybito też 20 000 monet przeznaczonych na rynek kolekcjonerski.
Poza pięćdziesięciocentówką i jednodolarówką, wszystkie pozostałe monety mają tę samą wielkość, wagę i skład co monety australijskie. Jedno- i dwucentówki wykonane są z brązu a 5, 10, 20, 50 centów oraz 1 dolar z miedzioniklu. Pięćdziesięciocentówka różni się od dwunastokątnej australijskiej monety, tym że ma zaokrąglone krawędzie, z kolei jednodolarówka Kiribati jest mniejsza od australijskiej i waży około czterech gramów mniej.
W 1989 r. z okazji dziesiątej rocznicy niepodległości wysp wprowadzono niklowo-mosiężną monetę 2 dolarową.
Na awersach wszystkich monet znajduje się herb Kiribati, a na rewersach flora i fauna wysp oraz ważne z kulturowego punktu widzenia symbole. Ich projektantem jest rzeźbiarz Michael Hibbit.
Choć na większości wybitego bilonu widnieje rok 1979, to zdarzają się również wyjątki. W 1992 r. Kiribati rozpoczęło emisję jedno- i dwucentówek pokrytych miedzią i stalą oraz pięciocentówek niklowo – stalowych. Ponieważ jednak koszty ich produkcji zaczęły przewyższać wartość pierwotnych stopów, z których je bito postanowiono wstrzymać dalszą produkcję. Monety te miały zastąpić wycofane przez Australię jedno- i dwucentówki, na które na Kiribati wciąż było zapotrzebowanie. Obecnie jednak powoli wychodzą one z użycia.
Większość monet używanych na Kiribati jest bardzo zużytych albo skorodowanych, gdyż gotówka jest główną formą zapłaty na wyspach. Inne możliwości wymiany pieniędzy, poza stolicą, prawie nie istnieją. Z tego powodu często zdarzają się też krótkie niedobory monet. Z drugiej strony Kiribati niezbyt długo emitowało swoje pieniądze i nie uzupełniało ubytków w swoim systemie monetarnym. W gęściej zaludnionych regionach kraju coraz częściej używa się monet australijskich, które są praktyczniejsze i efektywniejsze od miejscowych.

## Banknoty
Pierwszymi banknotami na wyspach były australijskie funty szterlingi, które pojawiły się w regionie w 1914 r. Było na krótko przed tym, jak wyspy zyskały status kolonii Wielkiej Brytanii w 1916 r. Australijskie banknoty były głównym środkiem płatniczym do czasu ich decymalizacji w 1966 r. 
W 1942 r. za zgodą rządu Wysp Gilberta rozpoczęto emisję lokalnych banknotów. Miejscowe pieniądze miały niezbyt wyszukany wygląd, ale ich wartość była na równi z funtem szterlingiem. W obiegu pojawiły się banknoty o nominałach 1, 2, 5 i 10 szylingów oraz 1 funta. Po wojnie zaprzestano ich dalszej emisji i stopniowo zaczęto wycofywać z obiegu. Z powodu niewielkiej liczby zachowanych egzemplarzy, banknoty te mają dziś dużą wartość kolekcjonerską.
W 1966 r. australijski dolar zastąpił funta i stał się nową oficjalną walutą Wysp Gilberta i Ellice. Początkowo w użyciu znajdowały tylko banknoty o nominałach 1, 2, 5 i 10 dolarów, później wprowadzono jeszcze dwudziesto-, pięćdziesięcio- i studolarówki. W 1975 r. Wyspy Ellice oddzieliły się od kolonii i utworzyły niepodległe państwo Tuvalu. Dwa lata później Wyspy Gilberta uzyskały własny rząd, a 12 lipca 1979 r. oficjalnie ogłosiły niepodległość i przyjęły nazwę Kiribati. Pomimo rozpadu kolonii i powstania nowych państw, w obu krajach nadal w powszechnym użyciu pozostał dolar australijski.